# Woodmancote, Horsham
Woodmancote är en ort och civil parish i Storbritannien.   Den ligger i Horsham District i grevskapet West Sussex och riksdelen England, i den södra delen av landet, 70 km söder om huvudstaden London. Woodmancote ligger 28 meter över havet och antalet invånare är 478.
Terrängen runt Woodmancote är platt åt nordväst, men åt sydost är den kuperad. Runt Woodmancote är det mycket tätbefolkat, med 3 022 invånare per kvadratkilometer. Närmaste större samhälle är Brighton, 12,3 km sydost om Woodmancote. Trakten runt Woodmancote består till största delen av jordbruksmark.